# Ломикамінь волотистий
Ломикамінь волотистий (Saxifraga paniculata) — вид трав'янистих рослин родини ломикаменеві (Saxifragaceae), поширений в арктично-альпійських та амфіатлантичних областях Європи, Азії та Північної Америки.

## Опис
Це багаторічні трав'янисті кореневищні й столонові рослини 5–30 см заввишки. Неплодоносні пагони столоновиді, закінчуються розеткою дрібнопильчатого листя. Листя базальне і стеблове, черешки відсутні, пластини від довгастих до оберненояйцевидих, нелопастеві, (5)8–35(50) мм. Листки розетки шкірясті, гострозазубрені. Суцвіття 2–20-квіткові. Чашолистки прямі, (часто червонуваті), від довгастих до яйцевидих, поверхні волохаті. Пелюстки в 2–3 рази довші ніж чашолистки, від білого до кремового або рожевого кольору, від еліптичних до довгастих, іноді з оранжевими, фіалковими або червоними крапками. 2n = 28.
Цвіте залежно від середовища проживання від травня по серпень. Запилюється комахами. Розмножується і дуже дрібним насінням і вегетативно.

## Поширення
Європа (Україна, Австрія, Чехія, Німеччина, Угорщина, Польща, Словаччина, Швейцарія, Албанія, Боснія і Герцеговина, Болгарія, Хорватія, Греція, Італія, Македонія, Чорногорія, Румунія, Сербія, Словенія, Франція, Іспанія), Азія (Вірменія, Азербайджан, Грузія, Росія, Іран, Туреччина), Північна Америка (Ґренландія, Канада, США). Населяє скелясті уступи й ущелини, часто вапняні ділянки. Рослина дуже стійких до посухи і витривала, отже, добре пристосована до екстремальних умов.
В Україні зростає на вапняних скелях, на кам'янистому ґрунті, в субальпійському і альпійському поясах — у Карпатах (Воловецький р-н, гора Пікуй, хр. Чорногора, Чивчинські гори). Входить до списку рослин, які потребують охорони на території Чернівецької області.

## Галерея

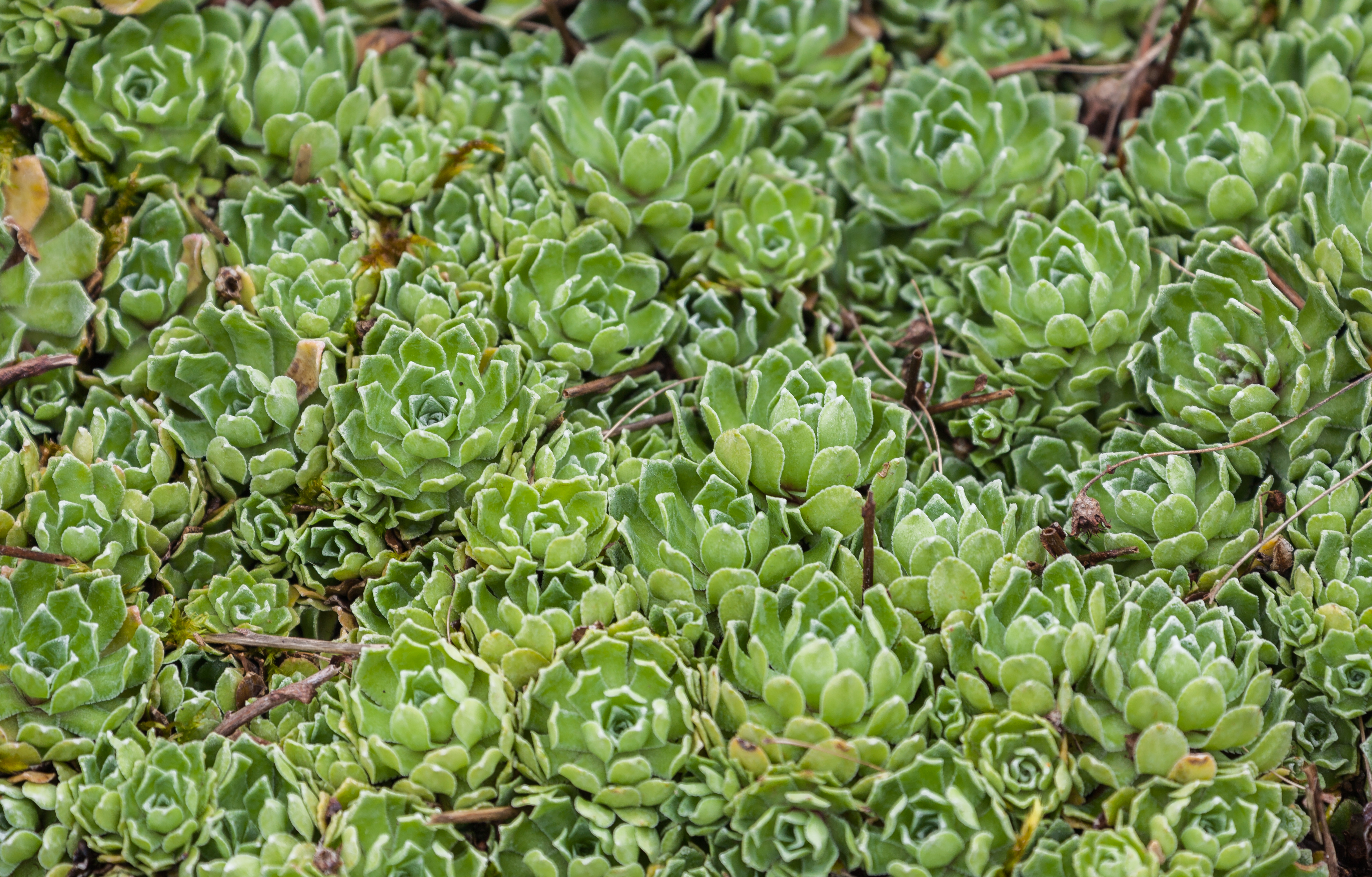
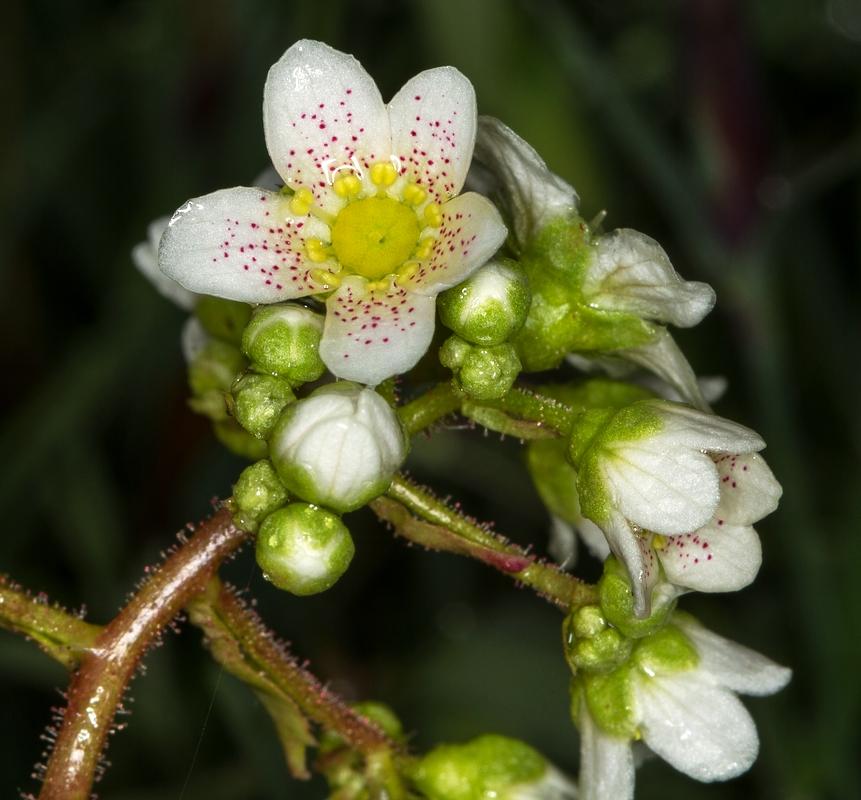
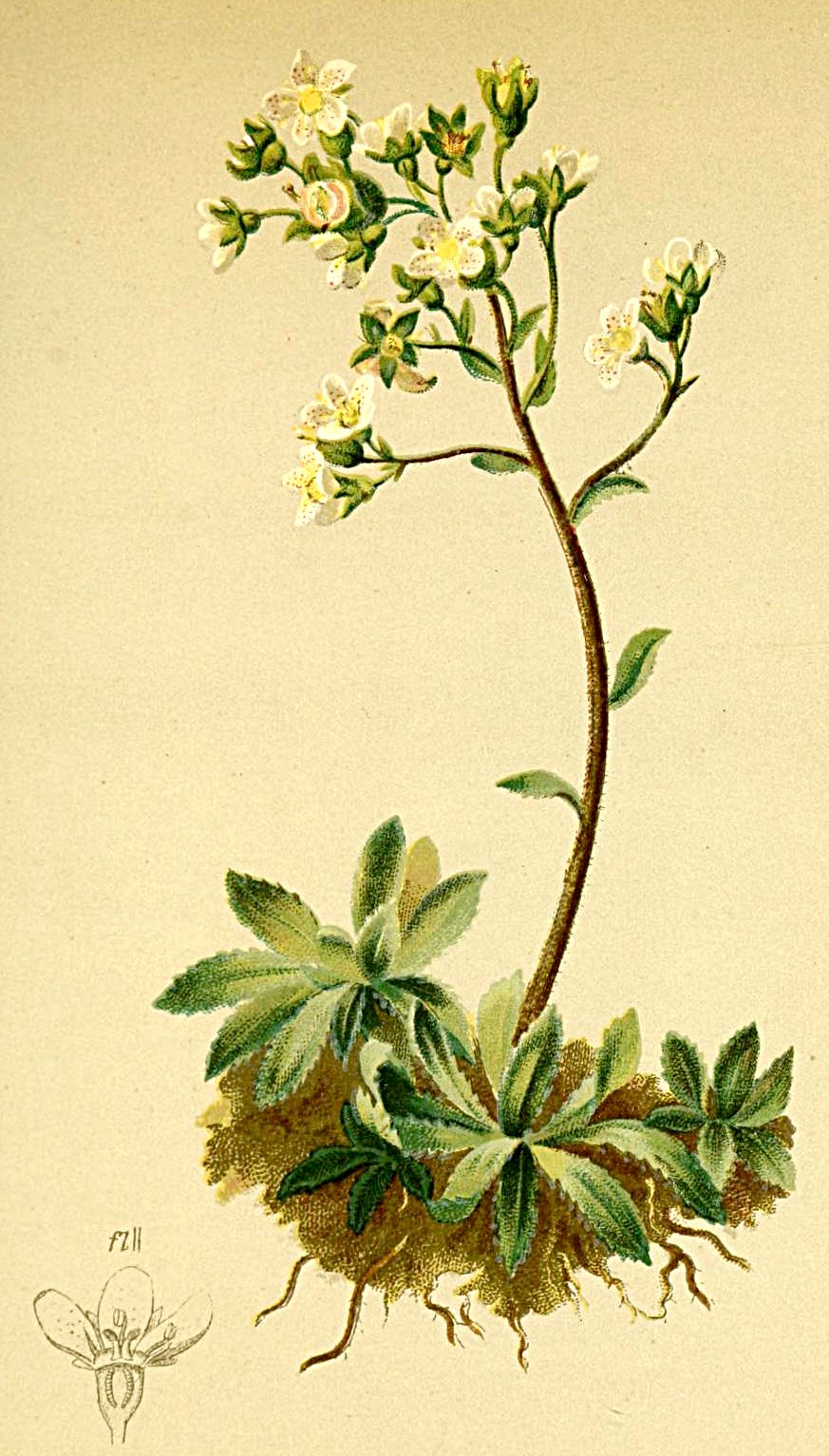